# Чукотская ездовая
Чукотская ездовая — аборигенная порода собак, выведенная в Российской Федерации народами Крайнего Северо-Востока Азии. Не признана Международной кинологической федерацией.
Неприхотлива в содержании, легко обучаема, долго сохраняют приобретённые навыки и приспособлена к суровому арктическому климату. Очень крепкие мякиши пальцев делают чукотскую ездовую незаменимой при езде по морскому льду и горной тундре, строение лап обеспечивают надёжное сцепление со сложными типами грунта. Обладает рядом преимуществ в сравнении с заводскими ездовыми породами, в их числе энергетически выгодный в полярных условиях белково-жировой тип обмена веществ, а также максимальная выносливость и работоспособность.
Основное поголовье сосредоточено в населённых пунктах Чукотки, где собаки в зимнее время традиционно используются в качестве транспорта и для охоты на морского зверя, а летом впрягаются в колёсные тележки и перевозят грузы. При движении спина и поясница пружинят, конечности выносятся далеко вперёд, типичный аллюр — рысь. Несколько достаточно изолированных друг от друга популяций обеспечивают генофонд породы. Чукотская ездовая очень перспективна для соревнований по спортивным гонкам, особенно на длинных и сверхдлинных дистанциях.
Реакция собаки на человека может быть как дружелюбной, так и пассивно-оборонительной. Первая собака этой породы в 1999 году получила титул «Чемпион РКФ».

## Внешний вид
Собака среднего роста, с крепким костяком и хорошо развитой мускулатурой, несколько растянутого, с индексом 104—109, формата, половой диморфизм выражен слабо. К важным пропорциям можно отнести длину корпуса, превышающую высоту в холке на 4—9 %; глубину груди, чуть меньшую половины высоты в холке; приблизительно равную длину морды и черепа. Высота в холке кобелей 56—65 см, сук 53—62 см.
Голова массивная, широкая в лобной части, скулы хорошо выражены. При осмотре сверху по форме приближена к равностороннему треугольнику. Череп в лобной части широкий, скулы, надбровные дуги и затылочный бугор хорошо выражены. Длина черепной части примерно равна ширине, переход ото лба к морде чёткий, но не резкий. Профиль морды клинообразный, притуплённый, её линия параллельна линии лба. Губы плотно прилегают, мочка носа крупная, чёрная, у собак светлых окрасов может быть осветлённая, у коричневых — коричневая. Зубы крупные, белые, прикус ножницеобразный, иногда прямой. Глаза овальные, косо посаженные, от тёмно-коричневого до светло-коричневого цвета. Уши стоячие, широко поставлены, относительно небольшие, очень подвижные, часто развешенные, по форме приближающиеся к равностороннему треугольнику. Возможно лёгкое закругление кончиков. Ушные раковины чуть направлены вперёд, объёмистые, покрыты шерстью.
Шея массивная, средней длины, поставлена под углом 40—45° к линии спины. Грудь широкая, длинная, овальная в сечении, её нижняя линия не ниже локтя. Холка средней длины, незначительно выступающая над линией прямой, широкой, крепкой, мускулистой спины. Поясница широкая, крепкая, мускулистая, слегка выпуклая; круп длинный, широкий, мускулистый, слегка покатый; живот умеренно подтянут.
Углы сочленений передних конечностей хорошо выражены, лопатки длинные, косо поставленные, углы плече-лопаточного сочленений около 100°, плечевые кости средней длины, предплечья вертикальные, пясти хорошо развитые, мощные, поставлены слегка наклонно, средней длины. Задние конечности поставлены шире передних, незначительно оттянуты, при осмотре сзади — прямые и параллельные. Бёдра с хорошей мускулатурой, средней длины, равной длине голеней, углы сочленений хорошо выражены. Плюсны отвесно поставлены. Лапы крупные, округлые, распущенные. Пальцы крепкие, достаточно подвижные крепкие, с очень плотной толстой кожей на мякишах.
Хвост равномерно опушённый, посажен несколько ниже линии спины, достаёт до скакательного сустава или короче. В спокойном состоянии опущен поленом или слегка изогнут кверху, в возбуждённом — поднят выше линии спины серпом или полукольцом.
Шерсть двойная, с густым водонепроницаемым подшёрстком, позволяет ночевать под снегом, на корпусе длиной до 6 см, грубый прямой остевой волос хорошо развит. Морда, лоб, уши и передняя поверхность конечностей покрыты более коротким плотным волосом, шея, холка и задняя поверхность бёдер — более длинным, около 8—10 см, при этом обильной гривы и штанов не образуется. Самая длинная шерсть на хвосте — от 10 до 12 см. Окрасы — зонарно-серый, зонарно-рыжий, светло-палевый, рыжий, белый, коричневый, чёрный, пятнистый, пегий, подпалый, нередко встречается осветление по типу «домино».